# Lohuec
Lohuec é uma comuna francesa na região administrativa da Bretanha, no departamento Côtes-d'Armor. Estende-se por uma área de 17,53 km². Em 2010 a comuna tinha 259 habitantes (densidade: 14,8 hab./km²).